# Lezoux
Lezoux è un comune francese di 5 675 abitanti situato nel dipartimento del Puy-de-Dôme nella regione dell'Alvernia-Rodano-Alpi.
Sito romano lusonum

## Società

### Evoluzione demografica
Abitanti censiti

## Amministrazione

### Gemellaggi
- Grebenstein
- Sarsina
- Lopik